# Ivanhoe (Minnesota)
Ivanhoe ist eine Kleinstadt (mit dem Status „City“) und Verwaltungssitz des Lincoln County im US-amerikanischen Bundesstaat Minnesota. Das U.S. Census Bureau hat bei der Volkszählung 2020 eine Einwohnerzahl von 560 ermittelt.

## Geografie
Ivanhoe liegt im Südwesten Minnesotas auf 44°28′00″ nördlicher Breite und 96°15′00″ westlicher Länge und erstreckt sich über 2,33 km².
Benachbarte Orte von Ivanhoe sind Hendricks (18,9 km nordwestlich), Canby (28,8 km nördlich), Porter (26,2 km nordnordöstlich), Taunton (29,2 km nordöstlich), Minneota (32,2 km nordöstlich), Marshall (38,3 km östlich), Arco (13,8 km südöstlich), Lake Benton (24,5 km südlich) und White in South Dakota (34,4 km westlich).
Die nächstgelegenen größeren Städte sind Minneapolis (285 km ostnordöstlich), Minnesotas Hauptstadt Saint Paul (294 km in der gleichen Richtung), Rochester (331 km ostsüdöstlich), Sioux Falls in South Dakota (128 km südsüdwestlich) und Fargo in North Dakota (295 km nördlich).

## Verkehr
Der U.S. Highway 71 bildet den westlichen Rand von Ivanhoe. Die Minnesota State Route 19 führt in Ost-West-Richtung als Hauptstraße durch den Ort und kreuzt am westlichen Rand den US 71. Alle weiteren Straßen sind untergeordnete Landstraßen, teils unbefestigte Fahrwege oder innerstädtische Verbindungsstraßen.
Der Southwest Minnesota Regional Airport in Marshall befindet sich 35,6 km östlich von Ivanhoe. Der nächste Großflughafen ist der Minneapolis-Saint Paul International Airport (277 km ostnordöstlich).

## Demografische Daten
Nach der Volkszählung im Jahr 2010 lebten in Ivanhoe 559 Menschen in 268 Haushalten. Die Bevölkerungsdichte betrug 239,9 Einwohner pro Quadratkilometer. In den 268 Haushalten lebten statistisch je 1,99 Personen.
Ethnisch betrachtet bestand die Bevölkerung mit einer Ausnahme nur aus Weißen. Unabhängig von der ethnischen Zugehörigkeit waren 0,4 Prozent (zwei Personen) der Bevölkerung spanischer oder lateinamerikanischer Abstammung.
18,8 Prozent der Bevölkerung waren unter 18 Jahre alt, 52,9 Prozent waren zwischen 18 und 64 und 28,3 Prozent waren 65 Jahre oder älter. 55,1 Prozent der Bevölkerung war weiblich.

Das mittlere jährliche Einkommen eines Haushalts lag bei 34.643 USD. Das Pro-Kopf-Einkommen betrug 20.999 USD. 6,2 Prozent der Einwohner lebten unterhalb der Armutsgrenze.